# Airco DH.9A
El Airco DH.9A fue un bombardero ligero monomotor británico que fue diseñado y utilizado por primera vez poco antes del final de la Primera Guerra Mundial. Fue un desarrollo del fracasado bombardero Airco DH.9, con una estructura reforzada y, fundamentalmente, reemplazando el motor Siddeley Puma de 6 cilindros en línea, poco potente y poco fiable, del DH.9 por el motor V-12 Liberty estadounidense.
Conocido coloquialmente como "Ninak" (del tratamiento del alfabeto fonético de la designación "nueve-A"), sirvió en grandes cantidades en la Real Fuerza Aérea después del final de la guerra, tanto en el país como en ultramar, donde fue utilizado por la policía colonial en Oriente Medio, y finalmente fue retirado en 1931. Se construyeron más de 2400 ejemplares de una versión sin licencia, el Polikarpov R-1, en la Unión Soviética; este modelo sirvió como el bombardero ligero y avión de reconocimiento soviético estándar durante la década de 1920.

## Diseño y desarrollo
El DH.9A fue planeado como una versión mejorada del Airco DH.9 existente. El DH.9 fue una decepción debido a sus motores de bajo rendimiento y poco fiables, y el DH.9A debía utilizar un motor más potente para resolver esto. Como el motor Rolls-Royce Eagle utilizado en el exitoso DH.4 no estaba disponible en cantidades suficientes, se eligió el nuevo motor estadounidense Liberty de 300 kW (400 hp) en su lugar.
Como Airco estaba ocupada desarrollando el bombardero bimotor Airco DH.10 Amiens, el diseño detallado estuvo a cargo de Westland Aircraft. El DH.9 fue equipado con nuevas alas de mayor envergadura y una estructura de fuselaje reforzada.
El primer prototipo voló en marzo de 1918, propulsado por un Rolls-Royce Eagle, ya que aún no había motores Liberty disponibles. El prototipo resultó exitoso: el primer DH.9A con motor Liberty voló el 19 de abril de 1918 y las entregas a la Real Fuerza Aérea comenzaron en junio. Al final de la guerra se habían pedido un total de 2250 DH.9A, de los cuales 885 se habían construido a finales de año. Como se decidió que el DH.9A sería un modelo estándar en la RAF de posguerra, la mayoría de los pedidos pendientes se cumplieron y se construyeron 1730 ejemplares bajo los contratos de guerra, antes de que la producción cesara en 1919.
Mientras que los aviones existentes fueron objeto de un programa de renovación, se firmaron varios contratos pequeños de nueva producción de DH.9A en 1925-26. Estos contratos dieron como resultado la construcción de 268 DH.9A más. Los aviones nuevos y renovados incluyeron lotes de entrenadores de controles duales, así como seis aviones propulsados por motores Napier Lion de 347 kW (465 hp), que eran capaces de alcanzar una velocidad máxima de 232 km/h.
La Unión Soviética construyó grandes cantidades de una copia sin licencia del DH.9A, el R-1. Después de la producción de 20 copias del DH.4, seguidas por unas 200 del DH.9 propulsado por el motor Mercedes D.IV (también designadas R-1) y otras 130 propulsadas por el Siddeley Puma (designadas R-2), entró en producción en 1924 una copia del DH.9A propulsada por el motor M-5, copia soviética del Liberty del DH.9A. El Polikarpov R-4 fue una modificación del R-1, con el motor rebajado y desplazado hacia adelante 140 mm para mejorar tanto la visibilidad hacia adelante como la posición del centro de gravedad. La forma del morro se mejoró mediante un carenado y la instalación de un radiador ventral retráctil. La longitud total se incrementó en 389 mm. Las patas de aterrizaje se cambiaron de madera a acero. Las pruebas no mostraron una mejora suficiente respecto del R-1 como para justificar la producción, pero los R-1 postreros incorporaron algunas de las modificaciones.

### Versión estadounidense y vuelos presurizados
Estados Unidos también planeó adoptar el DH.9A como reemplazo del DH.4. Los trabajos de desarrollo para la americanización del avión comenzaron en McCook Field en Dayton (Ohio). Las modificaciones incluyeron un nuevo sistema de combustible con mayor capacidad, alas y superficies de cola revisadas y el reemplazo de la ametralladora Vickers del lado de babor de los aviones construidos por los británicos, por una ametralladora Browning en el lado de estribor. Los planes solicitaban que Curtiss construyera 4000 aviones modificados, designados USD-9A. Este encargo fue cancelado con el final de la guerra y sólo nueve ejemplares fueron construidos por McCook Field y Dayton-Wright. Un avión de McCook fue modificado adicionalmente con una cabina cerrada y presurizada. En 1921, el piloto de pruebas teniente Harold R. Harris realizó el primer vuelo a gran altitud del mundo en un avión presurizado, en el USD-9A, en McCook Field, Dayton, Ohio.

## Historia operacional

### Primera Guerra Mundial
El DH.9A entró en servicio en julio de 1918 con el Escuadrón N.º 110 de la RAF, trasladándose a Francia el 31 de agosto de 1918 para servir con la Fuerza Aérea Independiente de la RAF en misiones de bombardeo estratégico. Su primera misión fue contra un aeródromo alemán el 14 de septiembre de 1918. Otros tres escuadrones comenzaron a operar en el Frente Occidental antes del Armisticio: el Escuadrón 99 (que también servía en la Fuerza Aérea Independiente) reemplazó a sus DH.9, mientras que los Escuadrones 18 y 216 reemplazaron a sus DH.4. A pesar del rendimiento superior del DH.9A sobre el del DH.9, los escuadrones de DH.9A sufrieron grandes pérdidas durante sus misiones de bombardeo de largo alcance sobre Alemania. Otros escuadrones realizaron patrullas costeras desde Great Yarmouth antes del final del año.
El Grupo de Bombardeo Norte del Cuerpo de Marines de los Estados Unidos recibió, al menos, 53 DH-9A y comenzó sus operaciones en septiembre de 1918.

### Servicio con la RAF en el período de entreguerras
Aunque los escuadrones en servicio al final de la Primera Guerra Mundial se disolvieron rápidamente o se reequiparon en el desarme de posguerra, el DH.9A continuó en servicio como el bombardero ligero estándar de la RAF, con 24 escuadrones equipados entre 1920 y 1931, tanto en el país como en el extranjero.
Las primeras operaciones de posguerra tuvieron lugar en el sur de Rusia durante 1919, en apoyo al "Ejército Blanco" contra los bolcheviques durante la Guerra Civil Rusa. En septiembre de 1919, se ordenó regresar a casa al personal de la RAF, dejando atrás sus aviones. Un escuadrón de DH.9A fue desplegado a Turquía en respuesta a la Crisis de Chanak en 1922, pero no entró en combate.
El DH.9A fue una de las armas clave utilizadas por Gran Bretaña para gestionar los territorios que acabaron bajo su control tras el colapso del Imperio Otomano tras la Gran Guerra. Cinco escuadrones de DH.9A sirvieron en Oriente Medio, llevando a cabo ocasionalmente bombardeos contra tribus y aldeas rebeldes. Se instaló un radiador adicional debajo del fuselaje para hacer frente a las altas temperaturas, mientras que se transportaban contenedores de agua adicionales y repuestos (incluidas ruedas de repuesto atadas al fuselaje) para el caso de que el avión se viera obligado a aterrizar en el desierto, debatiéndose los DH.9A bajo cargas cada vez más pesadas. A pesar de esto, el avión funcionó con éxito y el motor Liberty recibió elogios especiales por su fiabilidad ("tan buena como la de cualquier Rolls Royce") en condiciones tan duras. Algunos aviones DH.9A también fueron transportados a la India para complementar al Ejército de la India británica.
En la metrópoli, el DH.9A continuó en servicio regular con la RAF hasta 1930, formando también el equipo inicial de la Real Fuerza Aérea Auxiliar (RAuxAF).

### Servicio soviético
Los R-1 y R-2 fueron ampliamente utilizados por las Fuerzas Aéreas Soviéticas durante la década de 1920 como sus bombarderos ligeros y aviones de reconocimiento estándar. Los soviéticos los desplegaron en apoyo de las fuerzas del Kuomintang chino en la Expedición del Norte contra los caudillos de la guerra en 1926-27, y contra las fuerzas chinas por el control del Ferrocarril Oriental de China en Manchuria en 1929. Los R-1 y R-2 también se utilizaron en apoyo de las operaciones durante la rebelión Basmachi en Asia Central.

## Variantes

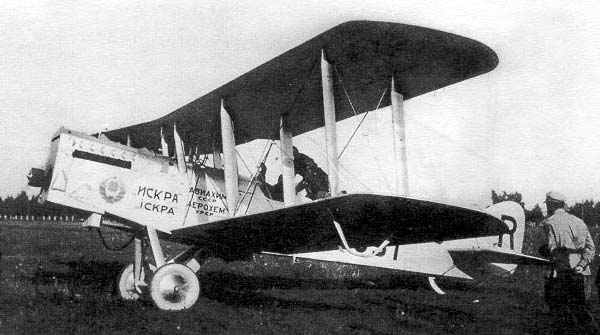
Polikarpov R-1.

Airco DH.9A
Versión original.
De Havilland DH.9AJ
Prototipo único con motor Bristol Jupiter.
De Havilland DH.9R
Avión de carreras con alas de sesquiplano y propulsado por un motor Napier Lion, uno construido.
Airco DH.15 Gazelle
DH.9A equipado con un motor en línea B.H.P. Atlantic, uno convertido.
Airco DH.16
Transporte civil con fuselaje ensanchado con capacidad para cuatro pasajeros en una cabina acristalada detrás del piloto, que se sentaba en una cabina abierta, nueve construidos. Motor Rolls Royce Eagle o Napier Lion.
De Havilland DH.49
Versión modernizada propuesta con motor Eagle IX, no construida.
Engineering Division USD-9A
Versión construida en Estados Unidos, 9 construidos. Uno modificado con cabina presurizada.
Engineering Division USD-9B
USD-9A equipado con un motor Liberty más potente y alas de mayor área.
Armstrong Whitworth Tadpole
Un prototipo convertido como avión de reconocimiento/observación naval de tres asientos.
Westland Walrus
Versión de producción de la conversión Tadpole, con el motor Napier Lion III, 36 construidos.
Polikarpov R-1 y R-2
Copia del DH.9A construida en la Unión Soviética, originalmente en la Dux Factory, supervisada por Nikolai Nikolaevich Polikarpov. Los primeros aviones estaban propulsados por motores Mercedes D.IV o Armstrong Siddeley Puma, pero la mayoría estaban propulsados por la copia M-5 del motor Liberty. Se construyeron más de 2400 unidades entre 1922 y 1932.
Polikarpov R-1 BMW
R-1 equipado con un motor BMW IVa, 20 construidos.
Polikarpov MR-1
Versión de hidroavión de dos flotadores, 124 construidos.
Polikarpov PM-2
Prototipo de hidroavión equipado con flotadores metálicos.
Polikarpov R-4
R-1 con mejores visión frontal y posición del centro de gravedad, perfil frontal más limpio con carenados y un radiador ventral retráctil. Tren de aterrizaje reforzado. No se produjo, pero se incorporaron cambios en los últimos R-1.

## Operadores
Afganistán
- Fuerza Aérea Afgana: Airco DH.9A y Polikarpov R-1.

 Australia
- Real Fuerza Aérea Australiana: 30 ejemplares recibidos como regalo imperial en 1920, más un reemplazo por desgaste comprado en 1921.[16] Fue el primer avión del regalo imperial que entró en servicio en Australia. Los aviones estuvieron en servicio desde 1920 hasta 1930, y fueron reemplazados por el Westland Wapiti.

 Canadá
- Fuerza Aérea Canadiense (1918-1920)[17]
- Fuerza Aérea Canadiense (1920-1924)
- Real Fuerza Aérea Canadiense

 Estados Unidos
- Armada de los Estados Unidos
- Cuerpo de Marines de los Estados Unidos

 Irán
- Fuerza Aérea Imperial Iraní

 Letonia
- Fuerza Aérea de Letonia

 Mongolia
- Fuerza Aérea Popular de Mongolia: Polikarpov R-1 y R-2.

 Portugal
- Fuerza Aérea Portuguesa

 Reino Unido
- Real Fuerza Aérea

 Suiza
- Fuerza Aérea Suiza: Un solo avión.

 Unión Soviética
- Fuerza Aérea Soviética: Polikarpov R-1 y R-2.

## Supervivientes

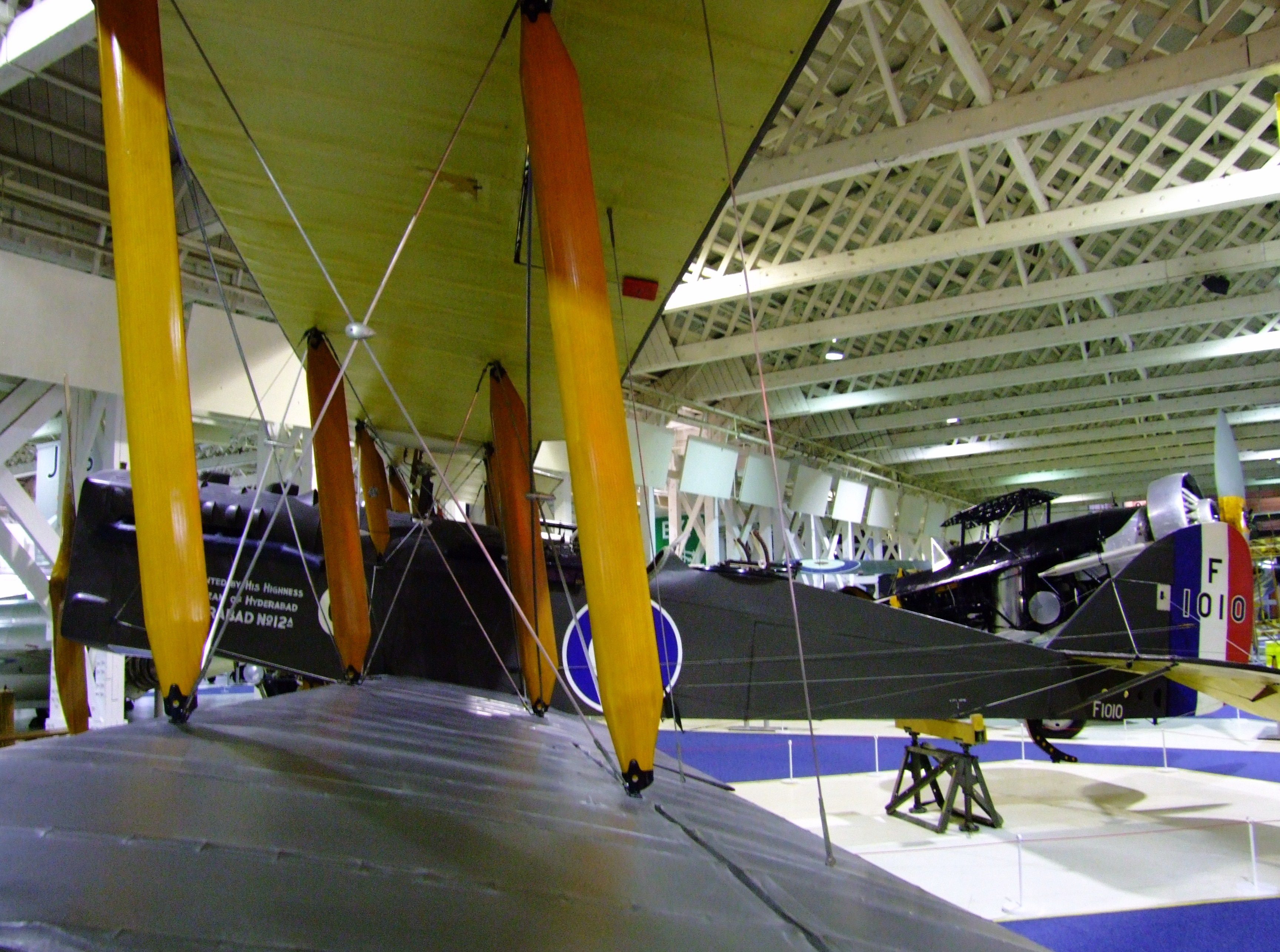
DH.9A número F1010 en el Museo de la RAF, Londres, en 2010.

Un único ejemplar, con número de serie F1010, sobrevive y está en exhibición en el Museo de la Real Fuerza Aérea de Londres. El avión fue completado por Westland Aircraft en junio de 1918 y fue uno de los 18 DH.9A asignados al Escuadrón N.º 110 de la RAF. Fue el decimotercer avión, pero se le dio el número "12A" porque se pensaba que el trece traía mala suerte. El escuadrón comenzó a volar misiones de bombardeo en septiembre de 1918, y el día 25, la tripulación del F1010 reivindicó la destrucción de un caza alemán Fokker D.VII. La cuarta y última misión de combate del avión fue el 5 de octubre, cuando daños por fuego antiaéreo o problemas en el motor lo obligaron a aterrizar detrás de las líneas alemanas. El avión no sufrió daños tras el aterrizaje y la tripulación fue hecha prisionera.
El avión permaneció en manos alemanas después de la guerra y en 1936 se exhibió en el Deutsche Luftfahrt Sammlung (Museo del Aire de Berlín), una de las importantes colecciones de aviones de la Primera Guerra Mundial del museo. En 1943, fue una de las piezas del museo trasladada a Czarnikau (hoy Czarnkow en Polonia) para salvarlas del bombardeo aliado de Berlín. La zona fue capturada por las fuerzas polacas en marzo de 1945 y el F1010 finalmente pasó a formar parte de la colección del Museo Polaco de Aviación, aunque no se exhibió y permaneció en los almacenes del museo. En 1977, el Museo de Aviación Polaco intercambió el F1010 por un Supermarine Spitfire del Museo de la RAF (las dificultades causadas por la Guerra Fría hicieron que se pasaran casi nueve años negociando el intercambio). El Museo de la RAF completó la restauración del avión y lo puso en exhibición en 1983.

## Especificaciones
Referencia datos: The British Bomber since 1914

### Características generales
- Tripulación: Dos (piloto y observador/artillero)
- Longitud: 9,2 m (30,2 ft)
- Envergadura: 14 m (45,9 ft)
- Altura: 3,5 m (11,3 ft)
- Superficie alar: 45,2 m² (486,8 ft²)
- Peso vacío: 1270 kg (2799,1 lb)
- Peso máximo al despegue: 2107 kg (4643,8 lb)
- Planta motriz: 1× motor lineal V12 refrigerado por agua Liberty 12A.
  - Potencia: 300 kW (414 HP; 408 CV)

### Rendimiento
- Velocidad máxima operativa (Vno): 198 km/h (123 MPH; 107 kt) a nivel del mar, 184,3 km/h a 3000 m (10 000 pies)
- Alcance: 5 h 25 min
- Techo de vuelo: 5110 m (16 765 ft)
- Tiempo a altitud: 15 min 45 s para 3000 m (10 000 pies)

### Armamento
- Ametralladoras: 

  - 1x Vickers de 7,7 mm de fuego frontal
  - 1 o 2 Lewis de 7,7 mm sobre anillo Scarff en cabina del observador
- Bombas: Hasta 340 kg en soportes subalares y del fuselaje

## Aeronaves relacionadas

### Desarrollos relacionados
- Airco DH.9
- Westland Wapiti
- Westland Wallace

### Secuencias de designación
- Secuencia DH._ (interna de Airco): ← DH.4 - DH.5 - DH.6 - DH.9/DH.9A/DH.9C - DH.10 - DH.11 - DH.12 -- DH.46 - DH.47 - DH.48 - DH.49 - DH.50 - DH.51 - DH.52 →
- Secuencia R-_ (Exploradores soviéticos, 1923-1940): R-1 - R-2 - R-3 - R-4 (I) - R-4 (II) - R-5 - R-6 →
- Secuencia MR-_ (Hidroaviones exploradores soviéticos, 1923-1940): MR-1 - MR-2 - MR-3 (I) - MR-3 (II) →